# ジェームズ・マレー (第2代アソル公爵)

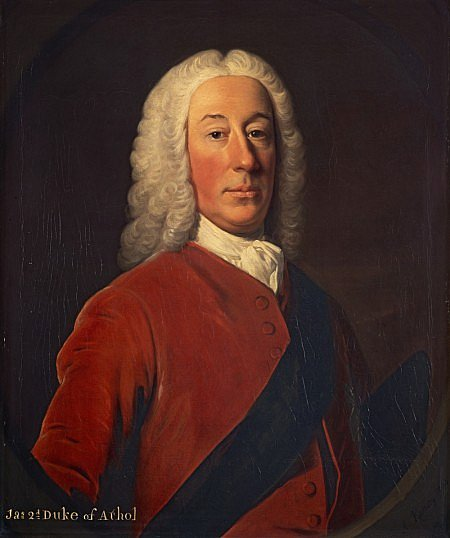
アラン・ラムゼイによる肖像画、1743年作。

第2代アソル公爵ジェームズ・マレー（英語: James Murray, 2nd Duke of Atholl KT PC、1690年9月28日 – 1764年1月8日）は、スコットランドの貴族。1715年から1746年までタリバーディン侯爵の儀礼称号を使用した。

## 生涯
初代アソル公爵ジョン・マレーと1人目の妻キャサリン・ハミルトン（Catherine Hamilton、1662年 – 1707年、ハミルトン公爵ウィリアム・ハミルトンの娘）の三男として、1690年9月28日にエディンバラで生まれた。1712年に近衛歩兵第1連隊の擲弾兵中隊に入隊、その後はロイヤルスコッツ歩兵連隊に転じた。
1715年、父ジョンが庶民院に働きかけて、自身の爵位の継承者を次男ウィリアムではなく（長男は1709年に没した）三男ジョンとするよう議決させた。同年の総選挙でパースシャー選挙区から出馬して当選した。1724年11月14日に父が死去すると、ジョン・マレーは1715年の議決に基づきアソル公爵の爵位を継承、以降はアイラ伯爵の盟友になった。
兄ウィリアムは1716年2月17日に大逆罪で私権剥奪されたが、ジョンは1733年に庶民院に働きかけて、私権剥奪がウィリアムとその子孫にしか効力を及ぼさないよう議決させた。同年6月にスコットランド王璽尚書に任命され、9月21日にスコットランド貴族代表議員に選出された。1734年1月31日に枢密顧問官に任命され、2月11日にシッスル勲章を授与された。その後、1736年に第10代ダービー伯爵ジェームズ・スタンリーが死去すると、この1733年の議決に基づき、ウィリアムが存命中にもかかわらずアソル公爵がストレンジ男爵を継承した（第2代アソル公爵の父方の祖母は第7代ダービー伯爵ジェームズ・スタンリーの娘だった）。1737年3月14日、アソル公爵はスコットランド貴族代表議員とイングランド貴族のストレンジ男爵という2つの身分で貴族院に登院した（以降、1741年まで貴族代表議員を務めた）。
1745年ジャコバイト蜂起が勃発すると、アソル公爵は南へ逃亡し、兄ウィリアムにブレア城を占領されるが、イングランドでカンバーランド公爵ウィリアム・オーガスタスの軍勢と合流、1746年1月30日にはエディンバラまで進軍した。
1763年4月6日にスコットランド国璽尚書に任命されるが、1764年1月8日にダンケルドで死去、弟ジョージの息子ジョンがアソル公爵の爵位を継承した。マン島領主の称号もジョンが継承したが、ストレンジ男爵の爵位は娘シャーロットが継承した。

## 家族
1726年4月28日、ジェーン・フレデリック（Jane Frederick、1748年6月13日没、サー・ジョン・フレデリックの娘）と結婚、下記の子女を儲けた。
- ジョン（1728年9月13日（洗礼日） – 1729年4月23日）
- ジェーン（1730年頃 – 1747年）
- シャーロット（英語版）（1731年 – 1805年） - 第8代ストレンジ女男爵、ジョン・マレー（後の第3代アソル公爵）と結婚、子供あり
- ジェームズ（1735年3月28日 – 1736年2月12日）

1749年5月7日、エディンバラでジーン・ドラモンド（Jean Drummond、1795年2月22日没、第10代レノック領主ジョン・ドラモンドの娘）と再婚したが、2人の間に子供はいなかった。